# Lembung Barat
Lembung Barat is een bestuurslaag in het regentschap Sumenep van de provincie Oost-Java, Indonesië. Lembung Barat telt 2422 inwoners (volkstelling 2010).